# Canton de Gamaches
Le canton de Gamaches est une circonscription électorale française située dans le département de la Somme et la région Hauts-de-France.

## Géographie
Ce canton est organisé autour de Gamaches dans les arrondissements d'Abbeville et d'Amiens. Son altitude varie de 6 m à 181 m (Bouillancourt-en-Séry).

## Histoire
- De 1833 à 1848, les cantons d'Ault et de Gamaches avaient le même conseiller général. Le nombre de conseillers généraux était limité à 30 par département[5].
- Par décret du 26 février 2014, le nombre de cantons du département est divisé par deux, avec mise en application aux élections départementales de mars 2015. Le canton de Gamaches est conservé et s'agrandit. Il passe de 20 à 36 communes[4].

## Représentation

### Conseillers généraux de 1833 à 2015
| Période | Période      | Identité                                           | Étiquette    | Qualité |
| ------- | ------------ | -------------------------------------------------- | ------------ | --- |
| 1833    | 1845         | Pierre Fruictier                                   |              | Propriétaire, maire de Bouttencourt                                                                                             |
| 1845    | 1848         | Jules Bisson de la Roque                           |              | Vice-président du tribunal civil d'Amiens puis conseiller à la cour impériale d'Amiens                                          |
| 1848    | 1852         | Paul Joseph Delattre                               | Droite       | Manufacturier à Ramburelles, député (1848-1849)                                                                                 |
| 1852    | 1871         | Charles Hesse                                      |              | Magistrat, propriétaire à Maisnières                                                                                            |
| 1871    | 1893 (décès) | Léopold Delattre                                   | Républicain  | Manufacturier, maire de Ramburelles                                                                                             |
| 1893    | 1897 (décès) | Marie Gabriel Yvonnet Marquis Vincent d'Hautecourt | Républicain  | Ancien militaire, propriétaire, maire de Martainneville                                                                         |
| 1897    | 1928         | Léon Saliès                                        | Républicain  | Médecin, maire de Vismes-au-Val                                                                                                 |
| 1928    | 1932 (décès) | Joseph Mauduit                                     |              | Maître-tanneur, maire de Gamaches (1912 → 1919)                                                                                 |
| 1932    | 1940         | Maurice Delabie                                    | PRS          | Directeur d'une fonderie de cuivre à Bouvaincourt-sur-Bresle Propriétaire du journal Le Réveil Républicain Député (1932 → 1940) |
|         |              |                                                    |              | |
| 1945    | 1979         | Marcelle Delabie (épouse du précédent)             | PRS          | Avocate Sénatrice (1949 → 1958) Députée (1958 → 1962) Maire de Bouvaincourt-sur-Bresle                                          |
| 1979    | 1985         | Jacques Pecquery                                   | PCF          | Employé de banque Maire de Gamaches (1983 → 2014)                                                                               |
| 1985    | 1998         | Michel Bonduelle                                   | DVD puis UDF | Médecin Conseiller municipal de Gamaches                                                                                        |
| 1998    | 2011         | Jacques Pecquery                                   | PCF - COM    | Employé de banque Maire de Gamaches (1983 → 2014)                                                                               |
| 2011    | 2015         | Daniel Destruel                                    | PS           | Professeur des écoles Adjoint au maire de Gamaches                                                                              |

### Conseillers d'arrondissement (de 1833 à 1940)
| Période                                  | Période          | Identité                                   | Étiquette    | Qualité |
| ---------------------------------------- | ---------------- | ------------------------------------------ | ------------ | --- |
| 1833                                     | 1842             | Saint-Léon Godde de Monthières (1798-1877) |              | Propriétaire à Bouttencourt                                                                                             |
| 1842                                     | 1848 (démission) | Paul Joseph Delattre                       | Orléaniste   | Manufacturier à Ramburelles Député (1848-1849), conseiller général (1848-1852)                                          |
| 1848                                     | 1852             | Charles Hesse                              | Légitimiste  | Juge auditeur, propriétaire à Maisnières Conseiller général (1852-1871)                                                 |
| 1852                                     | 1867             | François Darsy                             |              | Notaire à Gamaches |
| 1867                                     | 1870             | Arthur Delattre                            | Républicain  | Manufacturier Conseiller général (1871-1893), maire de Ramburelles                                                      |
| 1871                                     | 1874             | Félix Pruvost                              |              | |
| 1874                                     | 1883             | Modeste Devisme                            | Libéral      | Notaire à Gamaches |
| 1883                                     | 1889             | Florimond Mauduit                          | Radical      | Maître-tanneur Conseiller municipal de Gamaches (1874-1908 / 1912-1919 / 1925-1932)                                     |
| 1889                                     | 1893 (décès)     | Chrisostôme Devillepoix                    | Conservateur | Propriétaire-cultivateur Maire de Buigny-lès-Gamaches (-1893)                                                           |
| 1893                                     | 1928 (démission) | Florimond Mauduit                          | RI           | Maître-tanneur Maire de Gamaches (1912-1919), conseiller général (1928-1932)                                            |
| 1928                                     | 1932 (démission) | Maurice Delabie                            | PRRRS        | Directeur d'une fonderie de cuivre, maire de Bouvaincourt-sur-Bresle Député (1932-1940), conseiller général (1932-1945) |
| 1932                                     | 1937             | Bertrand Martin                            | PRRRS        | Horticulteur Conseiller municipal de Gamaches                                                                           |
| 1937                                     | 1940             | Léonce Croisier                            | PRRRS        | Instituteur en retraite Adjoint au maire de Gamaches                                                                    |
| 1940                                     |                  |                                            |              | Les conseils d'arrondissement ont été suspendus par la loi du 12 octobre 1940 et n'ont jamais été réactivés             |
| Les données manquantes sont à compléter. |                  |                                            |              | |

### Conseillers départementaux depuis 2015
| Période élective | Période élective | Mandat    | Mandat    | Identité                | Nuance | Nuance | Qualité |
| ---------------- | ---------------- | --------- | --------- | ----------------------- | ------ | ------ | --- |
| 2015             | 2021             | 2015      | 2021      | Delphine Damis-Fricourt |        | DVG    | Correspondante de presse, Frettemeule |
| 2015             | 2021             | 2015      | mars 2021 | Bernard Davergne        |        | PS     | Directeur d'école retraité, Maire de Feuquières-en-Vimeu (2001-2021) Ancien conseiller général du Canton de Moyenneville (2009-2015) Président de la Communauté de communes du Vimeu (2017-2021) Décédé en fonction. |
| 2015             | 2021             | mars 2021 | 2021      | Frédéric Delohen        |        | PS     | Cheminot, Maire d'Hallencourt (2014 → ) |
| 2021             | 2028             | 2021      | en cours  | Arnaud Bihet            |        | UDI    | Cadre administratif, Maire de Limeux (2016 → ) |
| 2021             | 2028             | 2021      | en cours  | Ghislaine Sire          |        | DVD    | Commerçante retraitée, Conseillère municipale de Gamaches (2014 → ) |

### Résultats détaillés

#### Élections de mars 2015
Delphine Damis-Fricourt, élue en tant que membre du PS, a démissionné de son parti le 4 avril 2018 pour rejoindre Génération.s, le mouvement de Benoît Hamon.

#### Élections de juin 2021
Le premier tour des élections départementales de 2021 est marqué par un très faible taux de participation (33,26 % au niveau national). Dans le canton de Gamaches, ce taux de participation est de 37,8 % (6 746 votants sur 17 848 inscrits) contre 36,82 % au niveau départemental. À l'issue de ce premier tour, deux binômes sont en ballottage : Michael Desplains et Marie-Ange Masson (RN, 28,34 %) et Arnaud Bihet et Guislaine Sire (Union au centre et à droite, 27,93 %).
Le second tour des élections est marqué une nouvelle fois par une abstention massive équivalente au premier tour. Les taux de participation sont de 34,36 % au niveau national, 36,7 % dans le département et 38,17 % dans le canton de Gamaches. Arnaud Bihet et Guislaine Sire (Union au centre et à droite) sont élus avec 63,52 % des suffrages exprimés (3 761 voix pour 6 795 votants et 17 802 inscrits),,.

#### Élections

##### 2015
| Candidats            | Candidats               | Partis      | Partis      | Premier tour | Premier tour | Second tour | Second tour |
| Candidats            | Candidats               | Partis      | Partis      | Voix         | %            | Voix        | %           |
| -------------------- | ----------------------- | ----------- | ----------- | ------------ | ------------ | ----------- | ----------- |
| 1                    | Véronique Dubal         |             | FN          | 3 489        | 37,31        | 4 310       | 48,17       |
| 1                    | Antoine Houyelle        |             | FN          | 3 489        | 37,31        | 4 310       | 48,17       |
| 2                    | Delphine Damis-Fricourt |             | PS          | 3 130        | 33,47        | 4 637       | 51,83       |
| 2                    | Bernard Davergne*       |             | PS          | 3 130        | 33,47        | 4 637       | 51,83       |
| 3                    | Brigitte Boutroy        |             | UMP         | 2 732        | 29,22        |             |             |
| 3                    | Jean-Charles Vitaux     |             | UMP         | 2 732        | 29,22        |             |             |
|                      |                         |             |             |              |              |             |             |
| Inscrits             | Inscrits                | Inscrits    | Inscrits    | 18 314       | 100,00       | 18 314      | 100,00      |
| Abstentions          | Abstentions             | Abstentions | Abstentions | 7 996        | 43,66        | 7 849       | 42,86       |
| Votants              | Votants                 | Votants     | Votants     | 10 318       | 56,34        | 10 465      | 57,14       |
| Blancs               | Blancs                  | Blancs      | Blancs      | 689          | 6,68         | 1 115       | 10,65       |
| Nuls                 | Nuls                    | Nuls        | Nuls        | 278          | 2,69         | 403         | 3,85        |
| Exprimés             | Exprimés                | Exprimés    | Exprimés    | 9 351        | 90,63        | 8 947       | 85,49       |
| * conseiller sortant |                         |             |             |              |              |             |             |

## Composition

### Composition avant 2015

Situation du canton de Gamaches dans le département de la Somme avant 2015.

Le canton de Gamaches regroupait 20 communes.
| Nom                     | Code Insee | Codepostal | Superficie (km2) | Population (dernière pop. légale) | Densité (hab./km2) |
| ----------------------- | ---------- | ---------- | ---------------- | --------------------------------- | ------------------ |
| Gamaches (chef-lieu)    | 80373      | 80220      | 9,92             | 2 730 (2012)                      | 275                |
| Aigneville              | 80008      | 80210      | 10,76            | 868 (2012)                        | 81                 |
| Beauchamps              | 80063      | 80770      | 7,22             | 1 030 (2012)                      | 143                |
| Biencourt               | 80104      | 80140      | 2,22             | 127 (2012)                        | 57                 |
| Bouillancourt-en-Séry   | 80120      | 80220      | 16,11            | 566 (2012)                        | 35                 |
| Bouttencourt            | 80126      | 80220      | 7,73             | 988 (2012)                        | 128                |
| Bouvaincourt-sur-Bresle | 80127      | 80220      | 6,82             | 815 (2012)                        | 120                |
| Buigny-lès-Gamaches     | 80148      | 80220      | 4,77             | 396 (2012)                        | 83                 |
| Cerisy-Buleux           | 80183      | 80140      | 5,60             | 260 (2012)                        | 46                 |
| Dargnies                | 80235      | 80570      | 3,67             | 1 311 (2012)                      | 357                |
| Embreville              | 80265      | 80570      | 5,33             | 579 (2012)                        | 109                |
| Framicourt              | 80343      | 80140      | 5,02             | 190 (2012)                        | 38                 |
| Frettemeule             | 80362      | 80220      | 7,45             | 293 (2012)                        | 39                 |
| Maisnières              | 80500      | 80220      | 12,73            | 521 (2012)                        | 41                 |
| Martainneville          | 80518      | 80140      | 7,58             | 424 (2012)                        | 56                 |
| Ramburelles             | 80662      | 80140      | 4,59             | 255 (2012)                        | 56                 |
| Rambures                | 80663      | 80140      | 9,90             | 376 (2012)                        | 38                 |
| Tilloy-Floriville       | 80760      | 80220      | 8,09             | 398 (2012)                        | 49                 |
| Le Translay             | 80767      | 80140      | 5,61             | 235 (2012)                        | 42                 |
| Vismes                  | 80809      | 80140      | 13,26            | 449 (2012)                        | 34                 |

### Composition depuis 2015
Le canton de Gamaches regroupe désormais 36 communes.
| Nom                              | Code Insee | Intercommunalité                             | Superficie (km2) | Population (dernière pop. légale) | Densité (hab./km2) | Modifier                                    |
| -------------------------------- | ---------- | -------------------------------------------- | ---------------- | --------------------------------- | ------------------ | ------------------------------------------- |
| Gamaches (bureau centralisateur) | 80373      | CC des Villes Sœurs                          | 9,92             | 2 421 (2022)                      | 244                | modifier les données · modifier les données |
| Aigneville                       | 80008      | CC du Vimeu                                  | 10,76            | 904 (2022)                        | 84                 | modifier les données · modifier les données |
| Allery                           | 80019      | CC Somme Sud-Ouest                           | 13,07            | 826 (2022)                        | 63                 | modifier les données · modifier les données |
| Bailleul                         | 80051      | CA de la Baie de Somme                       | 14,06            | 252 (2022)                        | 18                 | modifier les données · modifier les données |
| Beauchamps                       | 80063      | CC des Villes Sœurs                          | 7,22             | 943 (2022)                        | 131                | modifier les données · modifier les données |
| Bettencourt-Rivière              | 80099      | CA de la Baie de Somme                       | 7,38             | 215 (2022)                        | 29                 | modifier les données · modifier les données |
| Biencourt                        | 80104      | CC interrégionale Aumale - Blangy-sur-Bresle | 2,22             | 142 (2022)                        | 64                 | modifier les données · modifier les données |
| Bouillancourt-en-Séry            | 80120      | CC interrégionale Aumale - Blangy-sur-Bresle | 16,11            | 538 (2022)                        | 33                 | modifier les données · modifier les données |
| Bouttencourt                     | 80126      | CC interrégionale Aumale - Blangy-sur-Bresle | 7,73             | 929 (2022)                        | 120                | modifier les données · modifier les données |
| Bouvaincourt-sur-Bresle          | 80127      | CC des Villes Sœurs                          | 6,82             | 800 (2022)                        | 117                | modifier les données · modifier les données |
| Buigny-lès-Gamaches              | 80148      | CC des Villes Sœurs                          | 4,77             | 392 (2022)                        | 82                 | modifier les données · modifier les données |
| Chépy                            | 80190      | CC du Vimeu                                  | 7,35             | 1 212 (2022)                      | 165                | modifier les données · modifier les données |
| Citerne                          | 80196      | CA de la Baie de Somme                       | 6,40             | 245 (2022)                        | 38                 | modifier les données · modifier les données |
| Dargnies                         | 80235      | CC des Villes Sœurs                          | 3,67             | 1 150 (2022)                      | 313                | modifier les données · modifier les données |
| Doudelainville                   | 80251      | CA de la Baie de Somme                       | 4,99             | 378 (2022)                        | 76                 | modifier les données · modifier les données |
| Embreville                       | 80265      | CC des Villes Sœurs                          | 5,33             | 561 (2022)                        | 105                | modifier les données · modifier les données |
| Érondelle                        | 80282      | CA de la Baie de Somme                       | 4,00             | 507 (2022)                        | 127                | modifier les données · modifier les données |
| Feuquières-en-Vimeu              | 80308      | CC du Vimeu                                  | 7,99             | 2 432 (2022)                      | 304                | modifier les données · modifier les données |
| Fontaine-sur-Somme               | 80328      | CA de la Baie de Somme                       | 15,18            | 505 (2022)                        | 33                 | modifier les données · modifier les données |
| Frettemeule                      | 80362      | CC interrégionale Aumale - Blangy-sur-Bresle | 7,45             | 297 (2022)                        | 40                 | modifier les données · modifier les données |
| Frucourt                         | 80372      | CA de la Baie de Somme                       | 5,27             | 119 (2022)                        | 23                 | modifier les données · modifier les données |
| Hallencourt                      | 80406      | CA de la Baie de Somme                       | 20,55            | 1 318 (2022)                      | 64                 | modifier les données · modifier les données |
| Huppy                            | 80446      | CA de la Baie de Somme                       | 10,81            | 747 (2022)                        | 69                 | modifier les données · modifier les données |
| Liercourt                        | 80476      | CA de la Baie de Somme                       | 5,53             | 332 (2022)                        | 60                 | modifier les données · modifier les données |
| Limeux                           | 80482      | CA de la Baie de Somme                       | 8,62             | 141 (2022)                        | 16                 | modifier les données · modifier les données |
| Longpré-les-Corps-Saints         | 80488      | CA de la Baie de Somme                       | 8,06             | 1 520 (2022)                      | 189                | modifier les données · modifier les données |
| Maisnières                       | 80500      | CC interrégionale Aumale - Blangy-sur-Bresle | 12,73            | 477 (2022)                        | 37                 | modifier les données · modifier les données |
| Martainneville                   | 80518      | CC interrégionale Aumale - Blangy-sur-Bresle | 7,58             | 421 (2022)                        | 56                 | modifier les données · modifier les données |
| Mérélessart                      | 80529      | CA de la Baie de Somme                       | 3,74             | 187 (2022)                        | 50                 | modifier les données · modifier les données |
| Ramburelles                      | 80662      | CC interrégionale Aumale - Blangy-sur-Bresle | 4,59             | 260 (2022)                        | 57                 | modifier les données · modifier les données |
| Saint-Maxent                     | 80710      | CC interrégionale Aumale - Blangy-sur-Bresle | 6,38             | 389 (2022)                        | 61                 | modifier les données · modifier les données |
| Sorel-en-Vimeu                   | 80736      | CA de la Baie de Somme                       | 4,09             | 233 (2022)                        | 57                 | modifier les données · modifier les données |
| Tilloy-Floriville                | 80760      | CC interrégionale Aumale - Blangy-sur-Bresle | 8,09             | 361 (2022)                        | 45                 | modifier les données · modifier les données |
| Vaux-Marquenneville              | 80783      | CA de la Baie de Somme                       | 3,97             | 80 (2022)                         | 20                 | modifier les données · modifier les données |
| Vismes                           | 80809      | CC interrégionale Aumale - Blangy-sur-Bresle | 13,26            | 473 (2022)                        | 36                 | modifier les données · modifier les données |
| Wiry-au-Mont                     | 80825      | CA de la Baie de Somme                       | 4,81             | 105 (2022)                        | 22                 | modifier les données · modifier les données |
| Canton de Gamaches               | 8017       |                                              | 290,50           | 22 812 (2022)                     | 79                 | modifier les données                        |

## Démographie

### Démographie avant 2015
| 1962   | 1968   | 1975   | 1982   | 1990   | 1999   | 2006   | 2011   | 2012   |
| ------ | ------ | ------ | ------ | ------ | ------ | ------ | ------ | ------ |
| 12 161 | 12 337 | 12 624 | 12 183 | 12 387 | 12 211 | 12 573 | 12 831 | 12 811 |

### Démographie depuis 2015
En 2022, le canton comptait 22 812 habitants, en évolution de −4,15 % par rapport à 2016 (Somme : −1,26 %, France hors Mayotte : +2,11 %).
| 2013   | 2018   | 2022   |
| ------ | ------ | ------ |
| 23 945 | 23 443 | 22 812 |